# Giovanni van Bronckhorst
Giovanni Christiaan van Bronckhorst (Rotterdam, 5 februari 1975) is een Nederlands voetbaltrainer en voormalig voetballer van Molukse afkomst. Hij speelde vooral als linksback of in een verdedigende rol centraal of links op het middenveld.
Gedurende zijn clubcarrière kwam Van Bronckhorst achteenvolgens uit voor RKC Waalwijk, Feyenoord, Rangers, Arsenal en FC Barcelona, voordat hij weer terugkeerde bij Feyenoord. Hij had een belangrijk aandeel in FC Barcelona's UEFA Champions League-winst in 2006 door alle wedstrijden van het toernooi te spelen. Verder won hij onder andere de Primera División, Premier League en KNVB beker.
Van Bronckhorst speelde 106 interlands voor het Nederlands elftal en nam zowel deel aan drie WK's, in 1998, 2006 en 2010, als aan drie EK's, in 2000, 2004 en 2008. Met het Nederlands elftal werd hij, als aanvoerder, tweede op het WK 2010 in Zuid-Afrika. Door deze prestatie werd hij Ridder in de Orde van Oranje-Nassau
Na zijn spelerscarrière begon Van Bronckhorst aan zijn trainerscarrière. Eerst als assistent van onder anderen Ronald Koeman en Fred Rutten bij Feyenoord, maar sinds 2015 als hoofdtrainer. Zo was hij actief bij Feyenoord en Guangzhou R&F. Als hoofdtrainer van Feyenoord wist hij de Eredivisie, twee KNVB bekers en twee Johan Cruijff Schalen te winnen. Het was de eerste Eredivisie-titel in achttien jaar tijd voor de club uit Rotterdam. Hij was van  november 2021 tot november 2022 hoofdtrainer bij het Schotse Rangers.

## Clubcarrière

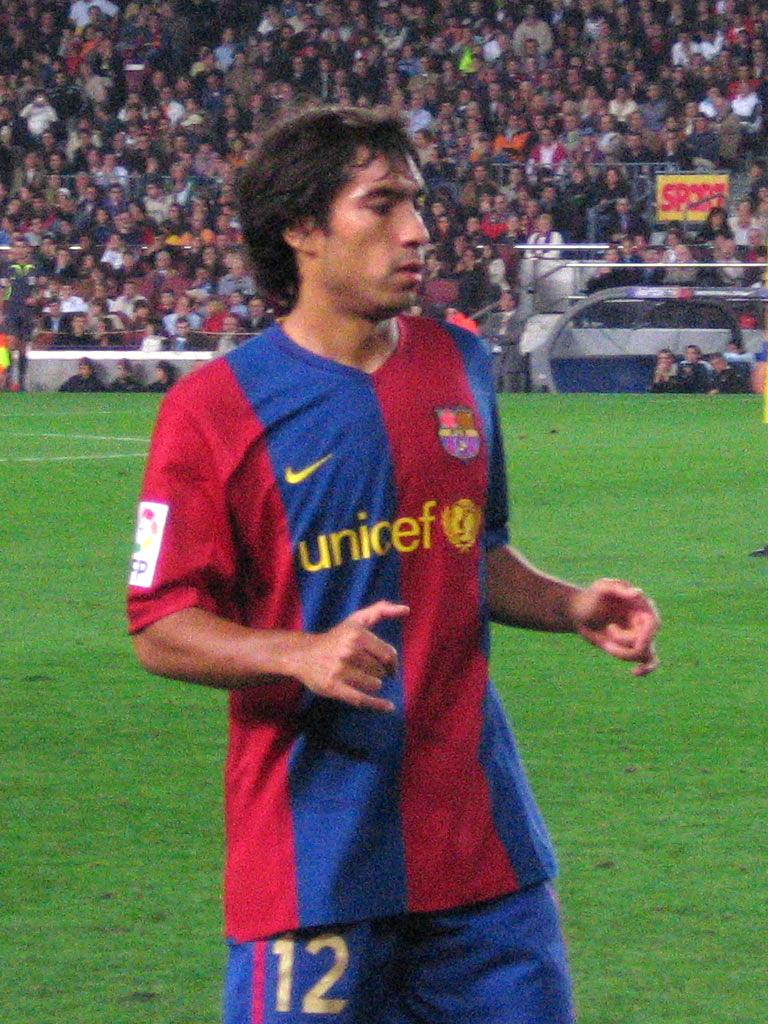
'Gio' bij FC Barcelona in 2006, het jaar waarin de Spaanse landstitel,
Champions League en Supercopa werden gewonnen.

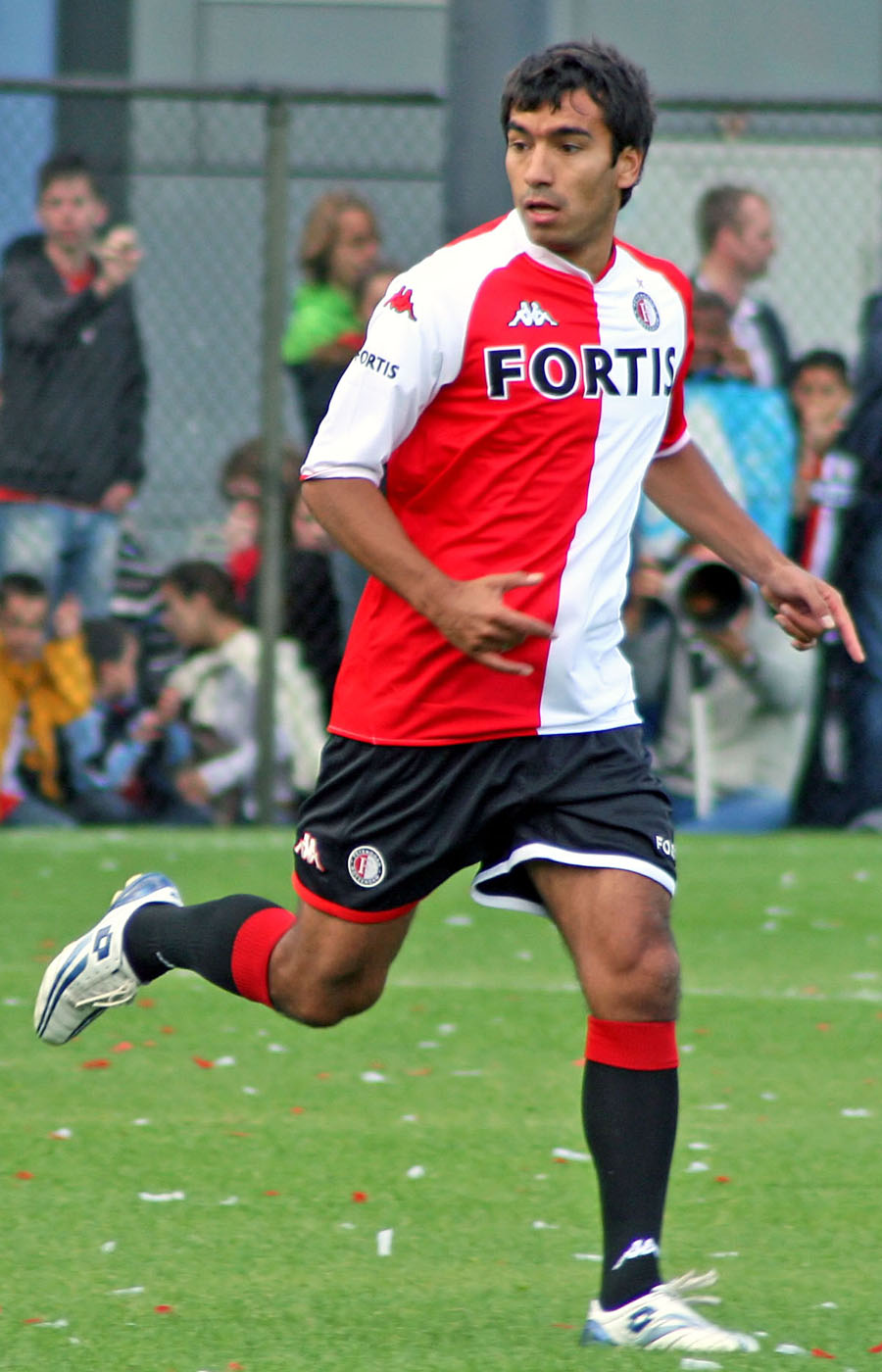
Van Bronckhorst op de training bij Feyenoord in juli 2007.

### Jeugd
Van Bronckhorst werd geboren in Rotterdam als zoon van Fransien Sapulette. Hij begon met voetballen op 6-jarige leeftijd bij de lokale amateurvoetbalclub LMO. Een jaar later maakte hij de overstap naar de jeugdopleiding van Feyenoord. In 1990, op 15-jarige leeftijd, kreeg hij zijn eerste profcontract aangeboden door de club. Hij werd kampioen met zijn elftal in 1991, maar wist nog niet door te breken tot het eerste elftal.
Hij werd uitgeleend aan RKC Waalwijk, waar hij in het seizoen 1993–94 zijn debuut in het betaaldvoetbal maakte. Op 6 maart 1994 debuteerde hij in de Eredivisie in het uitduel bij FC Volendam onder trainer Bert Jacobs.

### Feyenoord
Na een seizoen bij RKC Waalwijk keerde hij terug naar Feyenoord. In zijn eerste volledige seizoen kwam hij slechts tien keer in actie, voornamelijk als invaller. Het daarop volgende seizoen werd zijn doorbraak, toen hij bijna iedere wedstrijd in de basis stond met spelers als Regi Blinker en Henrik Larsson. Hij wist één keer de KNVB Beker te winnen.

### Rangers
In de zomer van 1998 vertrok Van Bronckhorst naar het Schotse Glasgow Rangers dat getraind werd door Dick Advocaat. Ook landgenoot Arthur Numan, en later onder andere Ronald de Boer, Michael Mols en Fernando Ricksen, maakte onderdeel uit van dit team.
In zijn eerste twee seizoenen bij de Rangers werd Van Bronckhorst iedere keer landskampioen, bekerwinnaar en winnaar van de League Cup. Gedurende zijn derde en laatste seizoen voor de Rangers wist de ploeg geen prijs te winnen.

### Arsenal
Door zijn successen bij de Rangers kon hij overstappen naar Arsenal, waar toen onder meer Dennis Bergkamp en Thierry Henry voor uitkwamen. Hij tekende een 5-jarig contract bij de ploeg van Arsène Wenger.
Van Bronckhorst moest het vertrek van Emmanuel Petit opvangen op het middenveld, maar wist nooit echt door te breken bij de Londense club. Zo raakte hij aan het begin van zijn dienstverband zwaar geblesseerd. Desondanks werd hij wel landskampioen en FA Cup winnaar met Arsenal.

### Barcelona
Voor het seizoen 2003–04 vertrok hij op huurbasis naar het Barcelona van Frank Rijkaard waar hij nog een aantal Nederlandse spelers tegenkwam, zoals Phillip Cocu, Patrick Kluivert en Marc Overmars.
Bij Barcelona moest hij wennen aan zijn nieuwe rol als linksback, maar in mei 2004 werd zijn transfer naar Barcelona definitief en tekende hij een 3-jarig contract. De andere Nederlanders vertrokken, waardoor Van Bronckhorst nog de enige Nederlandse speler was in het seizoen 2004–05. Dat seizoen werd hij voor het eerst landskampioen van Spanje. Een jaar later kwam Mark van Bommel bij de selectie.
Van Bronckhorst groeide uit tot een van de vaste verdedigers in het kampioensteam van Rijkaard. In totaal won hij met Barcelona tweemaal de Spaanse landstitel, twee keer de Supercopa en eenmaal de Champions League, waarin hij dat Champions League-seizoen als enige speler alle wedstrijden speelde.
Hij werd in Barcelona zeer gewaardeerd, omdat hij zijn aanvallende intenties steeds zeer goed wist te combineren met zeer degelijk verdedigend werk. Lionel Messi vond hem de beste linksback in het jaar 2008. In de tijd dat hij bij FC Barcelona speelde was zijn bijnaam "Gio", mede omdat het de naam was die op zijn shirt stond.

### Terugkeer bij Feyenoord
In de zomer van 2007 had hij nog een jaar over van zijn contract met Barcelona, maar Van Bronckhorst besloot terug te keren naar zijn jeugdliefde Feyenoord.
Zijn terugkeer werd bejubeld door de supporters van de club. Van Bronckhorst onderbrak zelfs zijn vakantie om bij de eerste training aanwezig te kunnen zijn. Ook gaf hij aan geen winstpremies te willen ontvangen.
Van Bronckhorst werd door trainer Bert van Marwijk tot aanvoerder gekozen, de rol die hij overnam van Theo Lucius, en groeide uit tot een van de dragende spelers van het team dat verder bestond uit andere ervaren spelers zoals Roy Makaay, Kevin Hofland en Denny Landzaat, maar ook uit talenten zoals Georgino Wijnaldum en Leroy Fer. Bij de Stadionclub wist hij in 2008 nog de KNVB Beker te winnen door in de finale met 2-0 te winnen van Roda JC, maar bleven prijzen verder uit.
Op 12 mei 2010 maakte hij bekend na het WK 2010 te stoppen als profvoetballer. Zijn laatste wedstrijd speelde hij in De Kuip tegen het Spaanse Real Mallorca. Dit was zijn afscheidswedstrijd. Mario Been, de toenmalige Feyenoordtrainer, probeerde hem tevergeefs over te halen om nog langer door te gaan.

## Clubstatistieken
| Seizoen         | Club            | Competitie       | Competitie | Competitie | Beker | Beker | Europees | Europees | Overig | Overig | Totaal | Totaal |
| Seizoen         | Club            | Competitie       | Wed.       | Dlp.       | Wed.  | Dlp.  | Wed.     | Dlp.     | Wed.   | Dlp.   | Wed.   | Dlp.   |
| --------------- | --------------- | ---------------- | ---------- | ---------- | ----- | ----- | -------- | -------- | ------ | ------ | ------ | ------ |
| 1993/94         | RKC Waalwijk    | Eredivisie       | 12         | 2          | –     | –     | –        | –        | 5      | 2      | 17     | 4      |
| 1994/95         | Feyenoord       | Eredivisie       | 10         | 1          | 1     | 0     | –        | –        | –      | –      | 11     | 1      |
| 1995/96         | Feyenoord       | Eredivisie       | 33         | 9          | 4     | 1     | 7        | 0        | 1      | 0      | 45     | 10     |
| 1996/97         | Feyenoord       | Eredivisie       | 34         | 4          | 3     | 1     | 6        | 0        | –      | –      | 43     | 5      |
| 1997/98         | Feyenoord       | Eredivisie       | 32         | 8          | 1     | 0     | 8        | 2        | –      | –      | 41     | 10     |
| 1998/99         | Glasgow Rangers | Premier League   | 35         | 8          | 9     | 1     | 9        | 2        | –      | –      | 53     | 11     |
| 1999/00         | Glasgow Rangers | Premier League   | 27         | 4          | 6     | 1     | 12       | 0        | –      | –      | 45     | 5      |
| 2000/01         | Glasgow Rangers | Premier League   | 11         | 2          | 1     | 1     | 7        | 3        | –      | –      | 19     | 6      |
| 2001/02         | Arsenal         | Premier League   | 21         | 1          | 5     | 0     | 7        | 0        | –      | –      | 33     | 1      |
| 2002/03         | Arsenal         | Premier League   | 21         | 1          | 6     | 0     | 4        | 0        | –      | –      | 31     | 1      |
| 2003/04         | Arsenal         | Premier League   | 0          | 0          | 0     | 0     | 0        | 0        | 1      | 0      | 1      | 0      |
| 2003/04         | Barcelona       | Primera División | 34         | 1          | 5     | 0     | 5        | 0        | –      | –      | 44     | 1      |
| 2004/05         | Barcelona       | Primera División | 29         | 4          | 1     | 0     | 8        | 0        | –      | –      | 38     | 4      |
| 2005/06         | Barcelona       | Primera División | 19         | 0          | 4     | 1     | 13       | 0        | –      | –      | 36     | 1      |
| 2006/07         | Barcelona       | Primera División | 23         | 0          | 6     | 1     | 4        | 0        | 3      | 0      | 36     | 1      |
| 2007/08         | Feyenoord       | Eredivisie       | 32         | 7          | 6     | 0     | –        | –        | –      | –      | 38     | 7      |
| 2008/09         | Feyenoord       | Eredivisie       | 27         | 1          | 3     | 0     | 5        | 1        | 3      | 0      | 38     | 2      |
| 2009/10         | Feyenoord       | Eredivisie       | 29         | 0          | 4     | 2     | –        | –        | –      | –      | 33     | 2      |
| Carrière totaal | Carrière totaal | Carrière totaal  | 429        | 53         | 65    | 9     | 95       | 8        | 13     | 2      | 602    | 72     |

## Interlandcarrière

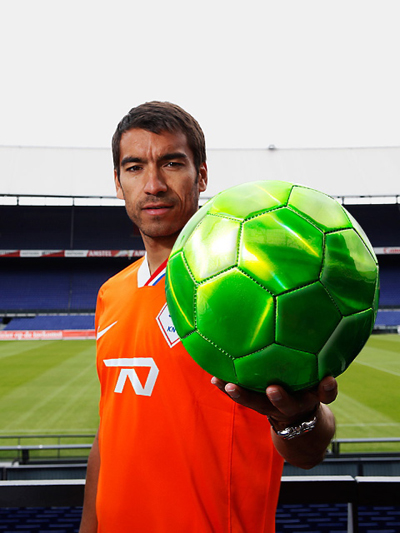
Van Bronckhorst als aanvoerder van Oranje in 2008.

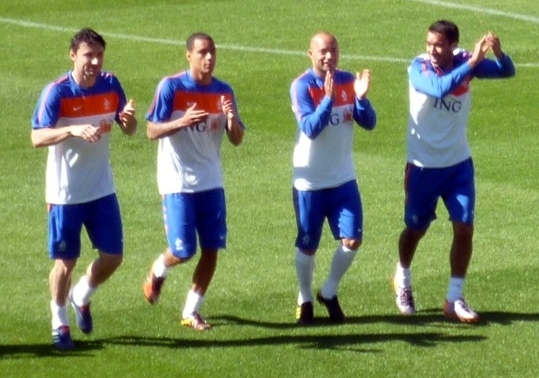
Van Bronckhorst (rechts) met (vlnr:) Mark van Bommel, Gregory van der Wiel en Demy de Zeeuw.

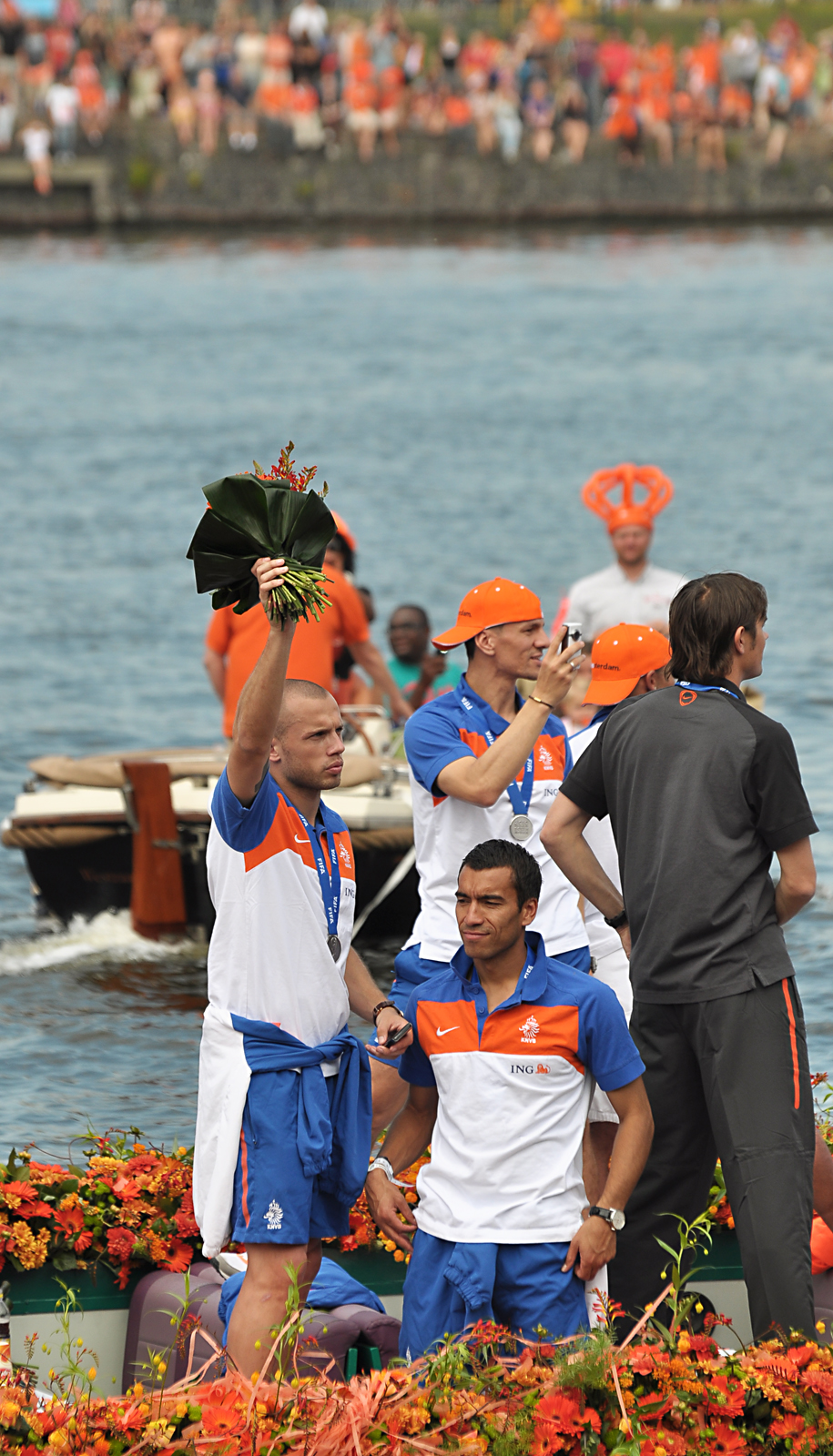
Van Bronckhorst met John Heitinga, Khalid Boulahrouz en Phillip Cocu in 2010.

Van Bronckhorst maakte in 1996 zijn debuut voor Jong Oranje, maar de ploeg slaagde er niet in zich te kwalificeren voor de Olympische Spelen van 1996 in Atlanta. In augustus van datzelfde jaar maakte hij onder bondscoach Guus Hiddink zijn debuut in het Nederlands elftal in de oefenwedstrijd tegen Brazilië in de Arena. Zijn eerste interlandgoal scoorde hij een jaar later tegen Zuid-Afrika. Van Bronckhorst maakte onderdeel uit van de selectie voor het WK 1998 maar speelde geen wedstrijd op het toernooi. En tijdens het EK 2000 in eigen land diende hij als reserve achter Rangers-ploeggenoot Arthur Numan.

### EK 2004
Nadat het Nederlands elftal kwalificatie voor het WK 2002 was misgelopen kwam het team pas weer uit op een eindtoernooi in 2004, tijdens het EK 2004 in Portugal. Hier speelde hij veelal als linksback, ondanks dat hij bij zijn club als middenvelder actief was. Het Nederlands elftal bereikte de halve finale van het eindtoernooi onder leiding van zijn oud-Rangerstrainer Dick Advocaat.

### WK 2006
In 2006 maakte Van Bronckhorst deel uit van de selectie voor het WK 2006 in buurland Duitsland. Gedurende dit toernooi was hij een vaste kracht in het basiselftal van bondscoach Marco van Basten. In de knock-outfase van het toernooi, tijdens de wedstrijd van de Laatste 16 tegen Portugal, ontving Van Bronckhorst een rode kaart in een wedstrijd die in totaal vier rode kaarten kende, een WK-record. Nadat hij van het veld was gestuurd zat hij gebroederlijk naast Barcelona-teamgenoot Deco op de trappen van de tribune, die ook van het veld was gestuurd. Een opmerkelijk tv-fragment.

### EK 2008
Tijdens het EK 2008 verbaasde het Nederlandse elftal vriend en vijand door Wereldkampioen Italië en WK-finalist Frankrijk vrij eenvoudig te verslaan met respectievelijk 3-0 en 4-1. Uiteindelijk strandde het Nederlands elftal in de kwartfinale tegen het Rusland van voormalig bondscoach Guus Hiddink.
Voorafgaande aan het EK 2008 had Edwin van der Sar bekendgemaakt na dat toernooi te stoppen als international. Van Bronckhorst volgde Van der Sar na het toernooi op als aanvoerder van het Nederlands elftal.

### WK 2010
Van Bronckhorst had voor het WK 2010 al bekendgemaakt dat hij na het toernooi zou stoppen als voetballer.
Het Nederlands elftal onder leiding van zijn oud-Feyenoordtrainer Bert van Marwijk speelde een degelijk toernooi en wist alle groepswedstrijden te winnen van Denemarken, Japan en Kameroen. Vervolgens volgde overwinning op Slowakije, titelfavoriet Brazilië en Uruguay. De ploeg bereikte de finale van het eindtoernooi waarin het opnam tegen Spanje. Deze ging met 0-1 verloren na verlenging. Het was Van Bronckhorst zijn laatste interland. Hij werd in de 105e minuut vervangen door Edson Braafheid.
In de halve finale van het eindtoernooi, tegen Uruguay, scoorde Van Bronckhorst van grote afstand de 0-1 voor Nederland. Dit doelpunt werd later officieus verkozen tot 'mooiste goal' van dat WK.
Na het WK Voetbal 2010 werden Van Bronckhorst en Bert van Marwijk benoemd tot ridder in de Orde van Oranje-Nassau.
In totaal speelde Van Bronckhorst 106 interlands en voltooide daarmee destijds het podium met Edwin van der Sar (130 interlands) en Frank de Boer (112 interlands). In november 2011 kreeg hij een onderscheiding van de UEFA voor het spelen van ten minste 100 interlands. Sindsdien zijn Wesley Sneijder (134 interlands) en Rafael van der Vaart (109 interlands) hem voorbij.
| Interlands van Giovanni van Bronckhorst voor Nederland | Interlands van Giovanni van Bronckhorst voor Nederland | Interlands van Giovanni van Bronckhorst voor Nederland | Interlands van Giovanni van Bronckhorst voor Nederland | Interlands van Giovanni van Bronckhorst voor Nederland | Interlands van Giovanni van Bronckhorst voor Nederland | Interlands van Giovanni van Bronckhorst voor Nederland |
| №                                                      | Datum                                                  | Stad                                                   | Competitie                                             | Thuis                                                  | Uitslag                                                | Uit                                                    |
| Als speler van Feyenoord                               | Als speler van Feyenoord                               | Als speler van Feyenoord                               | Als speler van Feyenoord                               | Als speler van Feyenoord                               | Als speler van Feyenoord                               | Als speler van Feyenoord                               |
| ------------------------------------------------------ | ------------------------------------------------------ | ------------------------------------------------------ | ------------------------------------------------------ | ------------------------------------------------------ | ------------------------------------------------------ | ------------------------------------------------------ |
| 1                                                      | 31.08.1996                                             | Amsterdam                                              | Oefeninterland                                         | Nederland                                              | 2–2                                                    | Brazilië                                               |
| 2                                                      | 05.10.1996                                             | Cardiff                                                | WK-kwalificatie                                        | Wales                                                  | 1–3                                                    | Nederland                                              |
| 3                                                      | 09.11.1996                                             | Eindhoven                                              | WK-kwalificatie                                        | Nederland                                              | 7–1                                                    | Wales                                                  |
| 4                                                      | 26.02.1997                                             | Parijs                                                 | Oefeninterland                                         | Frankrijk                                              | 2–1                                                    | Nederland                                              |
| 5                                                      | 04.06.1997                                             | Johannesburg                                           | Oefeninterland                                         | Zuid-Afrika                                            | 0–2                                                    | Nederland                                              |
| 6                                                      | 06.09.1997                                             | Rotterdam                                              | WK-kwalificatie                                        | Nederland                                              | 3–1                                                    | België                                                 |
| 7                                                      | 11.10.1997                                             | Amsterdam                                              | WK-kwalificatie                                        | Nederland                                              | 0–0                                                    | Turkije                                                |
| Als speler van Glasgow Rangers                         |                                                        |                                                        |                                                        |                                                        |                                                        |                                                        |
| 8                                                      | 18.11.1998                                             | Gelsenkirchen                                          | Oefeninterland                                         | Duitsland                                              | 1–1                                                    | Nederland                                              |
| 9                                                      | 28.04.1999                                             | Arnhem                                                 | Oefeninterland                                         | Nederland                                              | 1–2                                                    | Marokko                                                |
| 10                                                     | 05.06.1999                                             | Nazaré                                                 | Oefeninterland                                         | Brazilië                                               | 2–2                                                    | Nederland                                              |
| 11                                                     | 18.08.1999                                             | Kopenhagen                                             | Oefeninterland                                         | Denemarken                                             | 0–0                                                    | Nederland                                              |
| 12                                                     | 04.09.1999                                             | Rotterdam                                              | Oefeninterland                                         | Nederland                                              | 5–5                                                    | België                                                 |
| 13                                                     | 09.10.1999                                             | Amsterdam                                              | Oefeninterland                                         | Nederland                                              | 2–2                                                    | Brazilië                                               |
| 14                                                     | 13.11.1999                                             | Eindhoven                                              | Oefeninterland                                         | Nederland                                              | 1–1                                                    | Tsjechië                                               |
| 15                                                     | 29.03.2000                                             | Brussel                                                | Oefeninterland                                         | België                                                 | 2–2                                                    | Nederland                                              |
| 16                                                     | 04.06.2000                                             | Lausanne                                               | Oefeninterland                                         | Nederland                                              | 3–1                                                    | Polen                                                  |
| 17                                                     | 11.06.2000                                             | Amsterdam                                              | EK-eindronde                                           | Nederland                                              | 1–0                                                    | Tsjechië                                               |
| 18                                                     | 16.06.2000                                             | Rotterdam                                              | EK-eindronde                                           | Nederland                                              | 3–0                                                    | Denemarken                                             |
| 19                                                     | 29.06.2000                                             | Amsterdam                                              | EK-eindronde                                           | Nederland                                              | 0–0                                                    | Italië                                                 |
| 20                                                     | 02.09.2000                                             | Amsterdam                                              | WK-kwalificatie                                        | Nederland                                              | 2–2                                                    | Ierland                                                |
| 21                                                     | 07.10.2000                                             | Strovolos                                              | WK-kwalificatie                                        | Cyprus                                                 | 0–4                                                    | Nederland                                              |
| Als speler van Arsenal                                 |                                                        |                                                        |                                                        |                                                        |                                                        |                                                        |
| 22                                                     | 15.08.2001                                             | Londen                                                 | Oefeninterland                                         | Engeland                                               | 0–2                                                    | Nederland                                              |
| 23                                                     | 01.09.2001                                             | Dublin                                                 | WK-kwalificatie                                        | Ierland                                                | 1–0                                                    | Nederland                                              |
| 24                                                     | 06.10.2001                                             | Arnhem                                                 | WK-kwalificatie                                        | Nederland                                              | 4–0                                                    | Andorra                                                |
| 25                                                     | 10.11.2001                                             | Kopenhagen                                             | Oefeninterland                                         | Denemarken                                             | 1–1                                                    | Nederland                                              |
| 26                                                     | 13.02.2002                                             | Amsterdam                                              | Oefeninterland                                         | Nederland                                              | 1–1                                                    | Engeland                                               |
| 27                                                     | 12.02.2003                                             | Amsterdam                                              | Oefeninterland                                         | Nederland                                              | 1–0                                                    | Argentinië                                             |
| 28                                                     | 29.03.2003                                             | Rotterdam                                              | EK-kwalificatie                                        | Nederland                                              | 1–1                                                    | Tsjechië                                               |
| 29                                                     | 07.06.2003                                             | Minsk                                                  | EK-kwalificatie                                        | Wit-Rusland                                            | 0–2                                                    | Nederland                                              |
| 30                                                     | 20.08.2003                                             | Brussel                                                | Oefeninterland                                         | België                                                 | 1–1                                                    | Nederland                                              |
| Als speler van Barcelona                               |                                                        |                                                        |                                                        |                                                        |                                                        |                                                        |
| 31                                                     | 11.10.2003                                             | Eindhoven                                              | EK-kwalificatie                                        | Nederland                                              | 5–0                                                    | Moldavië                                               |
| 32                                                     | 15.11.2003                                             | Glasgow                                                | EK-kwalificatie                                        | Schotland                                              | 1–0                                                    | Nederland                                              |
| 33                                                     | 28.04.2004                                             | Eindhoven                                              | Oefeninterland                                         | Nederland                                              | 4–0                                                    | Griekenland                                            |
| 34                                                     | 29.05.2004                                             | Eindhoven                                              | Oefeninterland                                         | Nederland                                              | 0–1                                                    | België                                                 |
| 35                                                     | 01.06.2004                                             | Lausanne                                               | Oefeninterland                                         | Nederland                                              | 3–0                                                    | Faeröer                                                |
| 36                                                     | 05.06.2004                                             | Amsterdam                                              | Oefeninterland                                         | Nederland                                              | 0–1                                                    | Ierland                                                |
| 37                                                     | 15.06.2004                                             | Porto                                                  | EK-eindronde                                           | Duitsland                                              | 1–1                                                    | Nederland                                              |
| 38                                                     | 19.06.2004                                             | Aveiro                                                 | EK-eindronde                                           | Tsjechië                                               | 3–2                                                    | Nederland                                              |
| 39                                                     | 23.06.2004                                             | Braga                                                  | EK-eindronde                                           | Nederland                                              | 3–0                                                    | Letland                                                |
| 40                                                     | 26.06.2004                                             | Loulé                                                  | EK-eindronde                                           | Nederland                                              | 0–0                                                    | Zweden                                                 |
| 41                                                     | 30.06.2004                                             | Lissabon                                               | EK-eindronde                                           | Portugal                                               | 2–1                                                    | Nederland                                              |
| 42                                                     | 18.08.2004                                             | Solna                                                  | Oefeninterland                                         | Zweden                                                 | 2–2                                                    | Nederland                                              |
| 43                                                     | 08.09.2004                                             | Amsterdam                                              | WK-kwalificatie                                        | Nederland                                              | 2–0                                                    | Tsjechië                                               |
| 44                                                     | 13.10.2004                                             | Amsterdam                                              | WK-kwalificatie                                        | Nederland                                              | 3–1                                                    | Finland                                                |
| 45                                                     | 17.11.2004                                             | Barcelona                                              | WK-kwalificatie                                        | Andorra                                                | 0–3                                                    | Nederland                                              |
| 46                                                     | 09.02.2005                                             | Birmingham                                             | Oefeninterland                                         | Engeland                                               | 0–0                                                    | Nederland                                              |
| 47                                                     | 26.03.2005                                             | Boekarest                                              | WK-kwalificatie                                        | Roemenië                                               | 0–2                                                    | Nederland                                              |
| 48                                                     | 30.03.2005                                             | Eindhoven                                              | WK-kwalificatie                                        | Nederland                                              | 2–0                                                    | Armenië                                                |
| 49                                                     | 04.06.2005                                             | Rotterdam                                              | WK-kwalificatie                                        | Nederland                                              | 2–0                                                    | Roemenië                                               |
| 50                                                     | 08.06.2005                                             | Helsinki                                               | WK-kwalificatie                                        | Finland                                                | 0–4                                                    | Nederland                                              |
| 51                                                     | 03.09.2005                                             | Jerevan                                                | WK-kwalificatie                                        | Armenië                                                | 0–1                                                    | Nederland                                              |
| 52                                                     | 08.10.2005                                             | Praag                                                  | WK-kwalificatie                                        | Tsjechië                                               | 0–2                                                    | Nederland                                              |
| 53                                                     | 12.10.2005                                             | Amsterdam                                              | WK-kwalificatie                                        | Nederland                                              | 0–0                                                    | Macedonië                                              |
| 54                                                     | 12.11.2005                                             | Amsterdam                                              | Oefeninterland                                         | Nederland                                              | 1–3                                                    | Italië                                                 |
| 55                                                     | 01.03.2006                                             | Amsterdam                                              | Oefeninterland                                         | Nederland                                              | 1–0                                                    | Ecuador                                                |
| 56                                                     | 27.05.2006                                             | Rotterdam                                              | Oefeninterland                                         | Nederland                                              | 1–0                                                    | Kameroen                                               |
| 57                                                     | 04.06.2006                                             | Rotterdam                                              | Oefeninterland                                         | Nederland                                              | 1–1                                                    | Australië                                              |
| 58                                                     | 11.06.2006                                             | Leipzig                                                | WK-eindronde                                           | Servië en Montenegro                                   | 0–1                                                    | Nederland                                              |
| 59                                                     | 16.06.2006                                             | Stuttgart                                              | WK-eindronde                                           | Ivoorkust                                              | 1–2                                                    | Nederland                                              |
| 60                                                     | 25.06.2006                                             | Neurenberg                                             | WK-eindronde                                           | Nederland                                              | 0–1                                                    | Portugal                                               |
| 61                                                     | 06.09.2006                                             | Eindhoven                                              | EK-kwalificatie                                        | Nederland                                              | 3–0                                                    | Wit-Rusland                                            |
| 62                                                     | 07.10.2006                                             | Sofia                                                  | EK-kwalificatie                                        | Bulgarije                                              | 1–1                                                    | Nederland                                              |
| 63                                                     | 11.10.2006                                             | Amsterdam                                              | EK-kwalificatie                                        | Nederland                                              | 2–1                                                    | Albanië                                                |
| 64                                                     | 07.02.2007                                             | Amsterdam                                              | Oefeninterland                                         | Nederland                                              | 4–1                                                    | Rusland                                                |
| 65                                                     | 24.03.2007                                             | Rotterdam                                              | EK-kwalificatie                                        | Nederland                                              | 0–0                                                    | Roemenië                                               |
| 66                                                     | 28.03.2007                                             | Celje                                                  | EK-kwalificatie                                        | Slovenië                                               | 0–1                                                    | Nederland                                              |
| 67                                                     | 02.06.2007                                             | Seoul                                                  | Oefeninterland                                         | Zuid-Korea                                             | 0–2                                                    | Nederland                                              |
| Als speler van Feyenoord                               |                                                        |                                                        |                                                        |                                                        |                                                        |                                                        |
| 68                                                     | 22.08.2007                                             | Lancy                                                  | Oefeninterland                                         | Zwitserland                                            | 2–1                                                    | Nederland                                              |
| 69                                                     | 08.09.2007                                             | Amsterdam                                              | EK-kwalificatie                                        | Nederland                                              | 2–0                                                    | Bulgarije                                              |
| 70                                                     | 12.09.2007                                             | Tirana                                                 | EK-kwalificatie                                        | Albanië                                                | 0–1                                                    | Nederland                                              |
| 71                                                     | 13.10.2007                                             | Constanţa                                              | EK-kwalificatie                                        | Roemenië                                               | 1–0                                                    | Nederland                                              |
| 72                                                     | 17.11.2007                                             | Rotterdam                                              | EK-kwalificatie                                        | Nederland                                              | 1–0                                                    | Luxemburg                                              |
| 73                                                     | 21.11.2007                                             | Minsk                                                  | EK-kwalificatie                                        | Wit-Rusland                                            | 2–1                                                    | Nederland                                              |
| 74                                                     | 06.02.2008                                             | Split                                                  | Oefeninterland                                         | Kroatië                                                | 0–3                                                    | Nederland                                              |
| 75                                                     | 26.03.2008                                             | Vienna                                                 | Oefeninterland                                         | Oostenrijk                                             | 3–4                                                    | Nederland                                              |
| 76                                                     | 24.05.2008                                             | Rotterdam                                              | Oefeninterland                                         | Nederland                                              | 3–0                                                    | Oekraïne                                               |
| 77                                                     | 29.05.2008                                             | Eindhoven                                              | Oefeninterland                                         | Nederland                                              | 1–1                                                    | Denemarken                                             |
| 78                                                     | 01.06.2008                                             | Rotterdam                                              | Oefeninterland                                         | Nederland                                              | 2–0                                                    | Wales                                                  |
| 79                                                     | 09.06.2008                                             | Bern                                                   | EK-eindronde                                           | Italië                                                 | 0–3                                                    | Nederland                                              |
| 80                                                     | 13.06.2008                                             | Bern                                                   | EK-eindronde                                           | Frankrijk                                              | 1–4                                                    | Nederland                                              |
| 81                                                     | 21.06.2008                                             | Basel                                                  | EK-eindronde                                           | Nederland                                              | 1–3                                                    | Rusland                                                |
| 82                                                     | 20.08.2008                                             | Moskou                                                 | Oefeninterland                                         | Rusland                                                | 1–1                                                    | Nederland                                              |
| 83                                                     | 06.09.2008                                             | Eindhoven                                              | Oefeninterland                                         | Nederland                                              | 1–2                                                    | Australië                                              |
| 84                                                     | 10.09.2008                                             | Skopje                                                 | WK-kwalificatie                                        | Macedonië                                              | 1–2                                                    | Nederland                                              |
| 85                                                     | 11.10.2008                                             | Rotterdam                                              | WK-kwalificatie                                        | Nederland                                              | 2–0                                                    | IJsland                                                |
| 86                                                     | 15.10.2008                                             | Oslo                                                   | WK-kwalificatie                                        | Noorwegen                                              | 0–1                                                    | Nederland                                              |
| 87                                                     | 19.11.2008                                             | Amsterdam                                              | Oefeninterland                                         | Nederland                                              | 3–1                                                    | Zweden                                                 |
| 88                                                     | 28.03.2009                                             | Amsterdam                                              | WK-kwalificatie                                        | Nederland                                              | 3–0                                                    | Schotland                                              |
| 89                                                     | 01.04.2009                                             | Amsterdam                                              | WK-kwalificatie                                        | Nederland                                              | 4–0                                                    | Macedonië                                              |
| 90                                                     | 06.06.2009                                             | Reykjavík                                              | WK-kwalificatie                                        | IJsland                                                | 1–2                                                    | Nederland                                              |
| 91                                                     | 10.06.2009                                             | Rotterdam                                              | WK-kwalificatie                                        | Nederland                                              | 2–0                                                    | Noorwegen                                              |
| 92                                                     | 05.09.2009                                             | Enschede                                               | Oefeninterland                                         | Nederland                                              | 3–0                                                    | Japan                                                  |
| 93                                                     | 09.09.2009                                             | Glasgow                                                | WK-kwalificatie                                        | Schotland                                              | 0–1                                                    | Nederland                                              |
| 94                                                     | 10.10.2009                                             | Sydney                                                 | Oefeninterland                                         | Australië                                              | 0–0                                                    | Nederland                                              |
| 95                                                     | 14.11.2009                                             | Pescara                                                | Oefeninterland                                         | Italië                                                 | 0–0                                                    | Nederland                                              |
| 96                                                     | 18.11.2009                                             | Heerenveen                                             | Oefeninterland                                         | Nederland                                              | 0–0                                                    | Paraguay                                               |
| 97                                                     | 03.03.2010                                             | Amsterdam                                              | Oefeninterland                                         | Nederland                                              | 2–1                                                    | Verenigde Staten                                       |
| 98                                                     | 01.06.2010                                             | Rotterdam                                              | Oefeninterland                                         | Nederland                                              | 4–1                                                    | Ghana                                                  |
| 99                                                     | 05.06.2010                                             | Amsterdam                                              | Oefeninterland                                         | Nederland                                              | 6–1                                                    | Hongarije                                              |
| 100                                                    | 14.06.2010                                             | Johannesburg                                           | WK-eindronde                                           | Denemarken                                             | 0–2                                                    | Nederland                                              |
| 101                                                    | 19.06.2010                                             | Durban                                                 | WK-eindronde                                           | Japan                                                  | 0–1                                                    | Nederland                                              |
| 102                                                    | 24.06.2010                                             | Kaapstad                                               | WK-eindronde                                           | Kameroen                                               | 1–2                                                    | Nederland                                              |
| 103                                                    | 28.06.2010                                             | Durban                                                 | WK-eindronde                                           | Nederland                                              | 2–1                                                    | Slowakije                                              |
| 104                                                    | 02.07.2010                                             | Port Elizabeth                                         | WK-eindronde                                           | Brazilië                                               | 1–2                                                    | Nederland                                              |
| 105                                                    | 06.07.2010                                             | Kaapstad                                               | WK-eindronde                                           | Uruguay                                                | 2–3                                                    | Nederland                                              |
| 106                                                    | 11.07.2010                                             | Johannesburg                                           | WK-eindronde                                           | Nederland                                              | 0–1                                                    | Spanje                                                 |

## Trainerscarrière

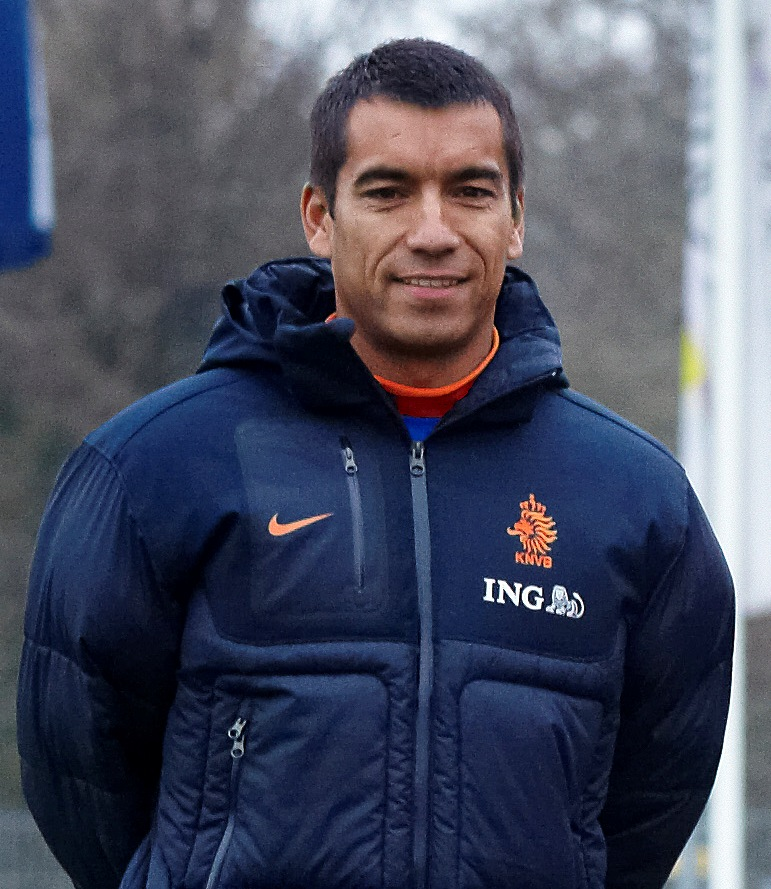
Van Bronckhorst als assistent bij Jong Oranje in 2011.

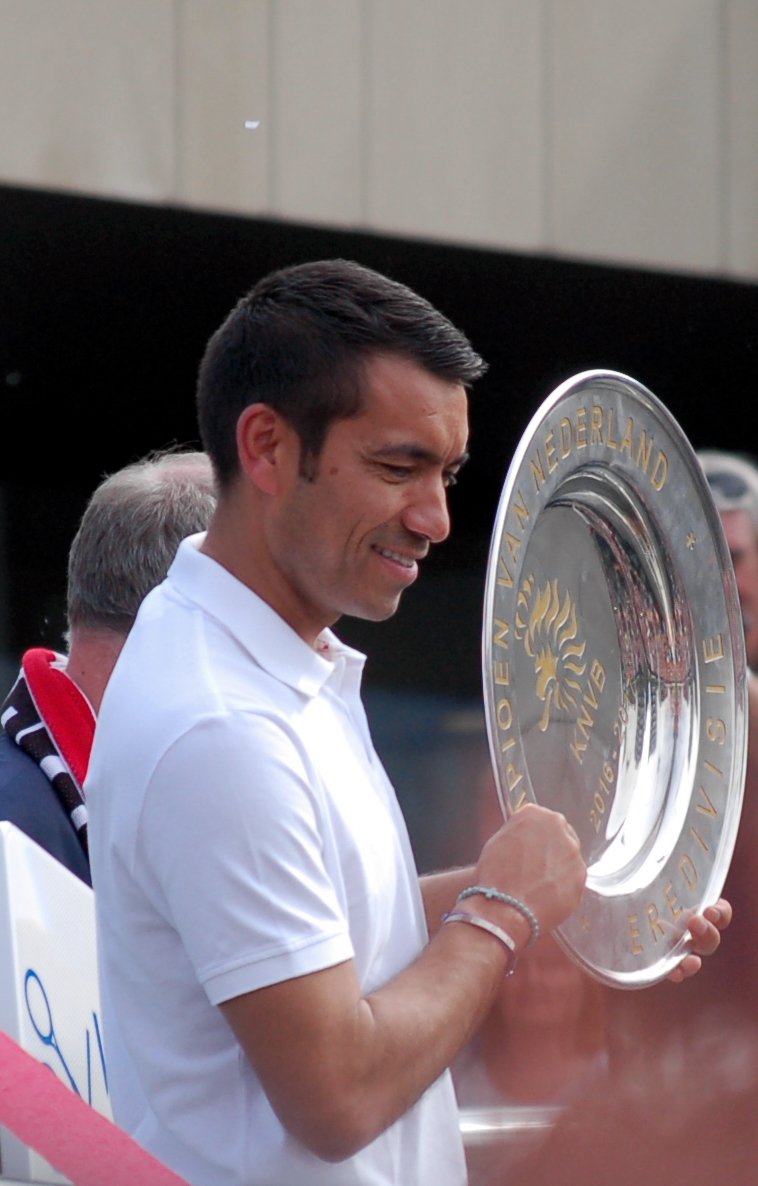
Van Bronckhorst met de kampioensschaal bij Feyenoord

### Eerste stappen
Na zijn afscheid als speler in de zomer van 2010 begon Van Bronckhorst met de opleiding tot Coach Betaald Voetbal. Als onderdeel van deze opleiding assisteerde hij bondscoach Cor Pot bij Jong Oranje. In augustus 2011 werd hij samen met oud-teamgenoot Jean-Paul van Gastel aangesteld als assistent-trainer van Ronald Koeman bij zijn oude club Feyenoord. Onder leiding van Koeman keerde Feyenoord terug in de bovenste regionen van de Eredivisie en groeiden Jordy Clasie, Bruno Martins Indi, Daryl Janmaat en Stefan de Vrij uit tot international. Later ging Van Bronckhorst de functie van assistent-trainer combineren met het coachen van Jong Feyenoord/Excelsior.
Na het vertek van Koeman in de zomer van 2014 werd Fred Rutten aangesteld als hoofdtrainer van Feyenoord. Zowel Van Bronckhorst als Van Gastel bleven aan als assistent, maar onder het bewind van Rutten kende Feyenoord een wisselend seizoen. Op 23 maart 2015 werd bekend dat Van Bronckhorst Rutten met ingang van het seizoen 2015–16 zou opvolgen als hoofdtrainer van Feyenoord. Nadat Fred Rutten op zondag 17 mei 2015 zijn ontslag kreeg, werd Van Bronckhorst die dag al hoofdtrainer van Feyenoord met Van Gastel als zijn assistent.
In zijn eerste duel als hoofdtrainer, op donderdag 21 mei, verloor hij met 1-0 bij sc Heerenveen in de play-offs. In de return kwam Feyenoord niet verder dan een 2-2 gelijkspel in de eigen Kuip, waardoor de club in het seizoen 2015–16 verstoken zou blijven van deelname aan Europees voetbal.

### Feyenoord

#### 2015–16
Van Bronckhorst zijn eerste volledige seizoen verliep wisselvallig. Mooie zeges werden afgewisseld met onnodige nederlagen. In december 2015 begon een reeks van 7 nederlagen op rij, die door zou lopen tot in februari 2016. Feyenoord verloor alle aansluiting met Ajax en PSV en was vrijwel kansloos voor de landstitel. Feyenoord maakte het zichzelf zo lastig dat zelfs de derde plaats in gevaar kwam en het werd ingehaald door AZ. In februari kreeg Van Bronckhorst hulp van zijn oud-trainer Dick Advocaat, die als vriendendienst Van Bronckhorst achter de schermen ging adviseren en ondersteunen. Feyenoord verloor sindsdien geen wedstrijd meer en eindigde het seizoen op de derde plaats. Intussen ging het in het bekertoernooi voor de wind: Feyenoord bereikte de finale, waarin het met 2-1 te sterk was voor FC Utrecht.

#### 2016–17
Op 31 juli 2016 werd er voor het eerst sinds februari weer verloren. De Johan Cruijff Schaal ging met 0-1 verloren tegen PSV.
Vervolgens werd een indrukwekkende winstreeks ingezet en werd er 9x op rij gewonnen. Tussendoor werd Manchester United in De Kuip verslagen en won Feyenoord met 0-1 bij PSV. Het eerste puntverlies werd geleden in de thuiswedstrijd tegen Ajax, het werd op de valreep 1-1 door een doelpunt van Dirk Kuyt. Een week later werd met 2-2 gelijkgespeeld tegen Heerenveen. Doordeweeks werd met 10 man met 1-1 gelijkgespeeld bij Zorya Loegansk.
De eerste nederlaag werd geleden op zondag 6 november. In een emotionele week waarbij de moeder van Tonny Vilhena kwam te overlijden werd met 1-0 verloren bij Go Ahead Eagles.
Vervolgens werd de goede reeks weer doorgezet en werd er tot de winterstop niet meer verloren in de Eredivisie. Wel werd er nog twee keer verloren in de Europa League. Manchester United (4-0) en Fenerbahce (0-1) waren te sterk, waardoor Feyenoord 3e werd in de poule en daardoor Europees uitgeschakeld was. In de Eredivisie werd Feyenoord winterkampioen. In december werd bekend dat Van Bronckhorst zijn lopende contract open zou gaan breken en zou gaan bijtekenen tot de zomer van 2019. Op 14 mei 2017 won Feyenoord met 3-1 tegen Heracles Almelo, waarmee in de laatste speelronde de titel in de Eredivisie veilig gesteld werd, rivaal Ajax eindigde met 1 punt minder op de tweede plaats.

#### 2017–18
In zijn derde seizoen als trainer van Feyenoord werd op 5 augustus de Johan Cruijff Schaal gewonnen door Vitesse te verslaan na penalty's. In de Eredivisie waren de resultaten minder met een uiteindelijke vierde plaats achter AZ, Ajax en uiteindelijke kampioen PSV. In de Champions League werd alleen gewonnen van Napoli (2-1), wat niet genoeg was voor een Europese overwintering. Op 22 april 2018 werd de finale van de TOTO KNVB beker gewonnen door in de finale AZ te verslaan met 0-3 door doelpunten van Nicolai Jorgensen, Robin van Persie en Jens Toornstra. Hiermee pakte van Bronckhorst zijn vierde nationale prijs als trainer van Feyenoord.

#### 2018–19
In de zomer van 2018 maakte zijn assistent Jan Wouters na drie seizoenen plaats voor Denny Landzaat, die met Van Gastel de trainersstaf completeerde. Het vierde seizoen van Gio als trainer van Feyenoord begon met een prijs, de Johan Cruijff Schaal werd gewonnen ten koste van PSV na een strafschoppenserie. Al snel daarna werd het minder: in de derde kwalificatieronde van de Europa League werd Feyenoord uitgeschakeld door de Slowaakse club AS Trenčín. De eerste wedstrijd werd al met 4-0 verloren waarna de thuiswedstrijd eindigde in een 1-1 gelijkspel. Ook verloor Feyenoord zijn eerste competitiewedstrijd tegen de Graafschap.
Eind januari 2019 maakte hij bekend aan het einde van het seizoen 2018/2019 te stoppen als trainer van Feyenoord. Jaap Stam, op dat moment werkzaam bij PEC Zwolle, werd op 6 maart 2019 aangekondigd als zijn opvolger. Van Bronckhorst ging de boeken in als de succesvolste trainer van Feyenoord, met vijf prijzen in vier jaar tijd. Hiermee hield hij Willem van Hanegem en Ernst Happel achter zich, die beiden drie prijzen wonnen gedurende hun dienstverband. Op 23 augustus 2019 opende Van Bronckhorst samen met Robin van Persie het nieuwe Sportcomplex Varkenoord, waarvan de tribune naar hem werd vernoemd.

### City Football Group
Op 9 september 2019 werd bekend dat Van Bronckhorst aan de slag zou gaan bij de City Football Group. Bij die organisatie kreeg hij de kans om zich verder te ontwikkelen als voetbalcoach, met als bedoeling op het veld te staan bij verschillende clubs van de organisatie, zoals Manchester City, Melbourne City en New York City.

### Guangzhou R&F
Op 3 januari 2020 werd bekend dat Van Bronckhorst aan de slag zou gaan als coach van Guangzhou R&F. Na een moeizaam begin van de competitie, mede door het uitstellen van de start vanwege de coronapandemie, begon de ploeg onder leiding van Van Bronckhorst redelijk te draaien. In het eerste seizoen eindigde de ploeg als zesde van de acht teams in Groep A van de Chinese Super League. Hierdoor kwam het in de onderste helft van de play-offs terecht. Uiteindelijk eindigde de ploeg als elfde van de zestien ploegen in de totale competitie. Op 2 december 2020 werd de ploeg van Van Bronckhorst uitgeschakeld in de Chinese Bekercompetitie door Shandong Luneng na strafschoppen. De dag erna maakte Van Bronckhorst bekend zijn ontslag in te dienen en terug te keren naar Nederland om meer tijd met zijn familie door te brengen. Ook zijn vaste assistent Jean-Paul van Gastel, video-analist Yöri Bosschaart en conditietrainer Arno Philips vertrokken. Later werd Van Gastel aangesteld als de opvolger van Van Bronckhorst bij Guangzhou R&F.

### Rangers
Op 18 november 2021 tekende Van Bronckhorst een vierjarig contract als trainer bij Rangers en volgde hiermee de vertrokken Steven Gerrard op. Van Bronckhorst nam Roy Makaay mee als assistent-trainer en kenden een goede start. Zo werden zeven van de eerste acht wedstrijden gewonnen en werd er geen enkele keer verloren. Op 2 februari 2022 leed Van Bronckhorst zijn eerste nederlaag door met 3–0 in The Old Firm te verliezen van aartsrivaal Celtic, waardoor Rangers de koppositie in de Scottish Premiership verloor.
Op 5 mei 2022 bereikte Van Bronckhorst de finale van de UEFA Europa League, door in de halve finale RB Leipzig te verslaan. Eerder werd al afgerekend met SC Braga, Rode Ster Belgrado en Borussia Dortmund. Die finale eindigde op 18 mei 2022 na 120 minuten met 1–1, waarna het met 5–4 na strafschoppen verloor van Eintracht Frankfurt. Enkele dagen na de verloren Europa League-finale werd de Schotse beker gewonnen na een 2-0-overwinning op Hearts.
Door een te groot geachte achterstand op aartsrivaal Celtic werd Van Bronckhorst op 21 november 2022 ontslagen bij de club uit Glasgow. Eerder in het seizoen wist hij zich nog voor het eerst sinds 2010/11 met Rangers te plaatsen voor de groepsfase van de UEFA Champions League.

### Beşiktaş
In de zomer van 2024 trad Van Bronckhorst aan als hoofdtrainer van Beşiktaş. Hij nam opnieuw Jean-Paul van Gastel mee als zijn assistent-trainer. Het team werd versterkt met onder anderen Ciro Immobile en Rafa Silva om de ambitie om mee te strijden om de landstitel kracht bij te zetten. De eerste officiële wedstrijd onder leiding van Van Bronckhorst was op 3 augustus tegen Galatasaray om de Turkse supercup. Deze wedstrijd werd met 0-5 gewonnen door De Zwarte Adelaars, waardoor Van Bronckhorst direct een prijs aan zijn palmares kon toevoegen. In de competitie begon het elftal van Van Bronckhorst nog goed, maar in de Europa League vielen de resultaten vrijwel direct tegen. Toen ook nationaal de resultaten verslechterde en Beşiktaş afzakte naar de zesde plaats werd besloten afscheid te nemen van Van Bronckhorst.

### Liverpool
Na enkele dienstverbanden als hoofdtrainer ging Van Bronckhorst medio 2025 weer aan de slag als assistent-trainer. Hij volgde John Heitinga op als assistent-trainer van Arne Slot bij Liverpool.

## Erelijst

### Als speler
| Competitie              |           |                  |           |           |
| Competitie              | Aantal    | Jaren            |           |           |
| Feyenoord               | Feyenoord | Feyenoord        | Feyenoord | Feyenoord |
| ----------------------- | --------- | ---------------- | --------- | --------- |
| KNVB beker              | 2x        | 1994/95, 2007/08 |           |           |
| Rangers                 |           |                  |           |           |
| Scottish Premier League | 2x        | 1998/99, 1999/00 |           |           |
| Scottish Cup            | 2x        | 1998/99, 1999/00 |           |           |
| Scottish League Cup     | 1x        | 1998/99          |           |           |
| Arsenal                 |           |                  |           |           |
| Premier League          | 1x        | 2001/02          |           |           |
| FA Cup                  | 1x        | 2002/03          |           |           |
| FC Barcelona            |           |                  |           |           |
| Internationaal          |           |                  |           |           |
| UEFA Champions League   | 1x        | 2005/06          |           |           |
| Nationaal               |           |                  |           |           |
| Primera División        | 2x        | 2004/05, 2005/06 |           |           |
| Supercopa de España     | 2x        | 2005, 2006       |           |           |

| Wereldkampioenschap voetbal |  |  | 1x | 2010 |

### Als trainer
| Competitie           |           |                  |           |           |
| Competitie           | Aantal    | Jaren            |           |           |
| Feyenoord            | Feyenoord | Feyenoord        | Feyenoord | Feyenoord |
| -------------------- | --------- | ---------------- | --------- | --------- |
| Eredivisie           | 1x        | 2016/17          |           |           |
| KNVB beker           | 2x        | 2015/16, 2017/18 |           |           |
| Johan Cruijff Schaal | 2x        | 2017, 2018       |           |           |
| Rangers              |           |                  |           |           |
| Scottish Cup         | 1x        | 2021/22          |           |           |
| Beşiktaş             |           |                  |           |           |
| Süper Kupa           | 1x        | 2024             |           |           |

### Individueel
| Ridder in de Orde van Oranje-Nassau | 1x | 2010 |

## Privéleven
Van Bronckhorst werd geboren in Rotterdam. Zijn moeder, Fransien Sapulette, van Zuid-Molukse afkomst, was zeventien toen ze van hem beviel. Zijn biologische vader, die een Nederlandse achtergrond heeft, koos ervoor zijn moeder te verlaten. De eerste vijf jaar was zijn moeder alleenstaand, tot ze een relatie kreeg met Victor van Bronckhorst, zoon van een Molukse moeder en een Indische vader. Giovanni van Bronckhorst beschouwt hem als zijn vader. In zijn kinderjaren groeide hij op bij zijn opa en oma in Krimpen aan den IJssel. Zijn opa was een oud-KNIL-militair en zijn grootouders kwamen in de beginjaren 1950 per boot naar Nederland, waar zij werden ondergebracht op Kamp Schattenberg.
De oud-voetballer is al jarenlang samen met zijn jeugdliefde Marieke. Zij hebben twee zonen.

## Televisiecarrière
Na zijn trainersklus in China was Van Bronckhorst voor het eerst als voetbalanalist op de Nederlandse televisie te zien. Ook na zijn ontslag bij Rangers was hij actief voor verschillende zenders. Zo was hij onder meer te zien bij Ziggo Sport, RTL 7 en Viaplay.
In 2011 speelde Van Bronckhorst zichzelf in de sitcom Iedereen is gek op Jack van RTL 4. In het najaar van 2024 deed hij op dezelfde zender mee aan Het Perfecte Plaatje. Dit programma werd opgenomen toen Van Bronckhorst aan de slag ging bij Beşiktaş, dus verliet Van Bronckhorst het programma vrijwillig halverwege de opnames.

## Trivia
- In 1997 noemde Van Bronckhorst in het sportprogramma Veronica's Voetbal Simon Tahamata, die van 1984 tot 1987 bij Feyenoord speelde en eveneens van Molukse afkomst was, als zijn grote voorbeeld.
- Hij is bij het publiek bekend als de speler die nooit minder dan 90 minuten speelde (niet alleen omdat hij nooit aan de kant ging, maar ook omdat hij het "vechten" nooit opgaf).
- Van Bronckhorst is woonachtig in het Zuid-Hollandse Krimpen aan den IJssel.

## Andere feiten
- In 2012 heeft hij, samen met zijn vrouw Marieke van Bronckhorst, het naschoolse traject S.V. GIO opgezet. Kinderen uit groep 7 en 8 van de basisschool komen één middag in de week, gedurende 20 weken, naar locatie om ondersteuning te krijgen op het gebied van onderwijs en sport. Dit gebeurt op drie locaties; De Kuip, bij Voetbalvereniging LMO en op de campus van de Erasmus Universiteit Rotterdam.